# Bassus striogranulatus
Bassus striogranulatus är en stekelart som beskrevs av Michael J. Sharkey 1996. Bassus striogranulatus ingår i släktet Bassus och familjen bracksteklar. Inga underarter finns listade.